# David Vairelles
Pour les articles homonymes, voir Vairelles.
 (juin 2019).
Si vous disposez d'ouvrages ou d'articles de référence ou si vous connaissez des sites web de qualité traitant du thème abordé ici, merci de compléter l'article en donnant les références utiles à sa vérifiabilité et en les liant à la section « Notes et références ».
David Vairelles est un footballeur professionnel français né le 6 décembre 1977 à Essey-lès-Nancy. Mesurant 1,82 m et pesant 78 kg, il évolue au poste de défenseur.

## Carrière

### Formation à Nancy
Défenseur de qualité, David est formé du côté de la Lorraine, tout comme son cousin, l'ancien international français Tony Vairelles. Intégrant le groupe pro dès 1997, David ne fera qu'un seul match pro sous les couleurs des rouges et blancs, participant tout de même au titre de champion de deuxième division de l'ASNL.

### AS Beauvais
En manque de temps de jeu, il n'hésite pas à partir en 1999 pour le National et le club de l'AS Beauvais, fraîchement descendu de D2 pour se relancer. Et c'est durant son premier séjour en Picardie qu'il va se révéler aux côtés de joueurs tels que Yohan Demont, Gaël Sanz, David De Freitas, ou encore Grégory Thil. Sous les ordres de Jacky Bonnevay, Beauvais survole la troisième division française au point de terminer avec le titre de champion. De retour en Ligue 2 en 2000/2001 et après un début de championnat difficile, l'équipe beauvaisienne se sauve largement, et David est plus que jamais un cadre de l'équipe. Mais c'est principalement en 2001/2002 que le joueur à l'image du club explose, l'AS Beauvais joue la montée en Ligue 1 et le joueur est remarqué.

### Troyes
En 2002, il quitte l'AS Beauvais, en compagnie de son entraîneur Jacky Bonnevay, qui le fait venir à l'ES Troyes AC en Ligue 1, mais l'aventure va s'avérer très difficile. Pour son premier match avec l'équipe, dans le cadre de la coupe Intertoto contre Villarreal, David Vairelles remplace en fin de match le milieu de terrain Mehdi Leroy. Mais, le joueur n'avait pas été enregistré auprès de l'UEFA et ne pouvait donc pas participer à la compétition. Indirectement, il est lié à l'élimination du club de l'Aube sur tapis vert, d'autant que durant ces quelques minutes sur le terrain, il se blesse gravement, ne participant plus à aucun match de la saison.
En 2002/2003, après un changement d'entraîneur et une relégation, David repart avec Troyes en Ligue 2. Il ne s'imposera jamais et restera un remplaçant de luxe pour l'équipe auboise. En 2004/2005, il participe tout de même à la remontée de l'équipe en Ligue 1, mais l'entraîneur Jean-Marc Furlan lui stipule qu'il ne fera pas partie de son groupe pour l'élite.

### Amiens
Dès 2005, il retourne alors en Picardie à l'Amiens SC, et obtient un temps de jeu bien supérieur. Lors de la saison 2006-2007, il manque de près l'accession en Ligue 1 avec son club, l'Amiens Sporting Club Football. La saison suivante est plus compliquée, et il quitte la Picardie fin 2008.

### Gueugnon
Sans contrat durant une année, il profite du rachat du FC Gueugnon en National par son cousin Tony Vairelles (devenu joueur/actionnaire) pour rejoindre la Bourgogne. Dans cette aventure familiale il est aussi suivi par son autre cousin Giovan Vairelles. Mais durant l'exercice 2010/2011, les dettes contractées par les anciens dirigeants pèsent lourd financièrement et l'ancien international français ne peut alors plus suivre. Finalement en mars 2011, le club dépose le bilan, libérant contractuellement les joueurs dont David.

### Saint-Max-Essey
Après l'échec en Bourgogne, il abandonne le circuit pro et signe dans son premier club, le ST Max Essey FC. À nouveau une aventure familiale, puisqu'un autre membre de la famille Vairelles, Ludovic, est entraîneur/joueur. En 2012/2013, il retrouve son cousin Tony le temps d'une saison, le club est toutefois relégué en Promotion d'honneur.

### FC Pulnoy
Il joue actuellement avec le FC St Max-Esseyen vétérans, toujours avec Ludovic.

### Note
Le joueur a souvent joué la montée de L2 en L1. En effet, il a joué la promotion vers l'élite en 1997/1998 avec l'AS Nancy-Lorraine, en 2001/2002 avec l'AS Beauvais, puis en  2004/2005 avec ES Troyes AC et enfin en 2006/2007 avec Amiens SC. Il n'a atteint cet objectif qu'avec Nancy et Troyes, mais n'a, paradoxalement, aucune minute de jeu en Ligue 1.

## Clubs
- 1994-1999 :  AS Nancy-Lorraine (1 match en Ligue 2)
- 1999-2002 :  AS Beauvais (71 matchs et 4 buts en Ligue 2, 34 matchs et 1 but en National)
- 2002-2005 :  ES Troyes AC (27 matchs en Ligue 2)
- 2005-2008 :  Amiens SC (77 matchs et 4 buts en Ligue 2)
- 2008-2009 : Sans club, il s'entraîne avec l'équipe réserve de l'AS Nancy-Lorraine, son club formateur
- 2009-2011 :  FC Gueugnon (28 matchs et 1 but en National)
- 2011-20.. :  ST Max Essey FC (En DH)
- 2012-maintenant :  MMFA-Meurthe et Moselle Football Association (Sport d'Entreprise)

## Palmarès
- Champion de France de Division 2 en 1998 avec l'AS Nancy-Lorraine
- Champion de France de National en 2000 avec l'AS Beauvais